# Dom przy pl. Wolności 19 w Bystrzycy Kłodzkiej
Dom przy pl. Wolności 19 w Bystrzycy Kłodzkiej – zabytkowy budynek w mieście Bystrzyca Kłodzka.
Dwupiętrowy dom mieszkalny wybudowany na planie prostokąta w XVII w., z mieszkalnym poddaszem, przebudowany w XIX w.